# Liévans
Liévans ist eine Gemeinde im französischen Département Haute-Saône in der Region Bourgogne-Franche-Comté.

## Geographie
Liévans liegt auf einer Höhe von 305 m über dem Meeresspiegel, etwa 14 Kilometer östlich der Stadt Vesoul (Luftlinie). Das Dorf erstreckt sich im zentralen Teil des Departements, leicht erhöht südlich der Niederung des Lauzin, nördlich der Kuppe des Mont Moiran.
Die Fläche des 4,16 km² großen Gemeindegebiets umfasst einen Abschnitt in der gewellten Landschaft zwischen dem Becken von Vesoul im Westen und der Ebene von Lure im Osten. Eingefasst wird das Gebiet im Westen und Norden von der Niederung des Lauzin, der am Mont Moiran entspringt. Nördlich von Liévans tritt der Bach in eine Alluvialniederung ein, die auf durchschnittlich 290 m liegt. Sie weist eine Breite von maximal einem Kilometer auf. Die Waldung des Bois de Montoille nördlich der Talmulde gehört ebenfalls zu Liévans.
Nach Süden erstreckt sich das Gemeindeareal über die Niederung des Dorfbachs Ruisseau des Grands Prés auf die Anhöhen um Liévans: Rougeley (340 m) und La Côte (326 m). Das Gebiet wird überwiegend landwirtschaftlich genutzt, es gibt aber auch einige kleinere Waldflächen, darunter Bois de Rouvroy und Bois de Chassagne (an der Ostgrenze). Mit 370 m wird am Nordabhang des Mont Moiran die höchste Erhebung von Liévans erreicht. In geologisch-tektonischer Hinsicht besteht das Gelände zur Hauptsache aus einer Wechsellagerung von sandig-mergeligen und kalkigen Sedimenten, die während der Lias (Unterjura) abgelagert wurden. Der Mont Moiran ist aus einer widerstandsfähigen Kalkschicht der mittleren Jurazeit aufgebaut.
Nachbargemeinden von Liévans sind Pomoy und Mollans im Norden, Montjustin-et-Velotte im Osten, Autrey-lès-Cerre im Süden sowie Noroy-le-Bourg und Calmoutier im Westen.

## Geschichte
Erstmals urkundlich erwähnt wird Liévans im Jahr 1262. Im Mittelalter gehörte das Dorf zur Freigrafschaft Burgund und darin zum Gebiet des Bailliage d’Amont. Die lokale Herrschaft hatte das Priorat von Calmoutier inne. Zusammen mit der Franche-Comté gelangte der Ort mit dem Frieden von Nimwegen 1678 definitiv an Frankreich. Heute ist Liévans Mitglied des 12 Ortschaften umfassenden Gemeindeverbandes Communauté de communes des Grands Bois.

## Sehenswürdigkeiten
Die Dorfkirche von Liévans wurde im 19. Jahrhundert im Stil der Neugotik erbaut. Im Zentrum sowie an den vier Ortsausgängen stehen Calvaires. Der Ortskern ist geprägt durch verschiedene Häuser aus dem 17. und 18. Jahrhundert, die den traditionellen Stil der Haute-Saône zeigen.

## Bevölkerung
| Jahr                       | 1962 | 1968 | 1975 | 1982 | 1990 | 1999 | 2006 |
| Einwohner                  | 77   | 87   | 82   | 70   | 82   | 111  | 127  |
| Quellen: Cassini und INSEE |      |      |      |      |      |      |      |

Mit 154 Einwohnern (1. Januar 2022) gehört Liévans zu den kleinen Gemeinden des Département Haute-Saône. Nachdem die Einwohnerzahl in der ersten Hälfte des 20. Jahrhunderts deutlich abgenommen hatte (1886 wurden noch 223 Personen gezählt), wurde seit Beginn der 1980er Jahre wieder ein leichtes Bevölkerungswachstum verzeichnet.

## Wirtschaft und Infrastruktur
Liévans ist noch heute ein vorwiegend durch die Landwirtschaft (Ackerbau, Obstbau und Viehzucht) geprägtes Dorf. Außerhalb des primären Sektors gibt es nur wenige Arbeitsplätze im Ort. Einige Erwerbstätige sind deshalb Wegpendler, die in den größeren Ortschaften der Umgebung und in der Agglomeration Vesoul ihrer Arbeit nachgehen.
Die Ortschaft liegt abseits der größeren Durchgangsachsen an einer Departementsstraße, die von Frotey-lès-Vesoul nach Mollans führt. Weitere Straßenverbindungen bestehen mit Pomoy, Montjustin und Autrey-lès-Cerre.